# Splash Brothers
Les Splash Brothers (littéralement Frères Splash) sont un duo de basketteurs américains, composé de Stephen Curry et Klay Thompson, qui ont évolué pour les Golden State Warriors dans la National Basketball Association (NBA).
Considérés comme parmi les plus grands tireurs de l'histoire de la NBA et les meilleurs extérieurs de tous les temps,, la paire s'est combinée pour établir plusieurs records de paniers à trois points en NBA. Ils ont notamment remporté chacun leur tour le Three-point Contest (concours à trois points) lors des NBA All-Star Weekend,.
La paire a gagné quatre championnats de la NBA et a participé à six finales de la NBA avec les Warriors. Le duo prend fin avec le départ de Thompson pour les Mavericks de Dallas en juillet 2024.

## Contexte
Stephen Curry et Klay Thompson sont tous les deux nés dans des familles sportives. Leurs pères respectifs, Dell Curry et Mychal Thompson, ont chacun eu une carrière honorable en NBA, tandis que les mères Sonya Curry et Julie Thompson étaient toutes les deux joueuses de volley-ball à l'université. Leurs frères, Seth Curry et Mychel Thompson, sont également devenus basketteurs.

## Surnom
Le surnom des Splash Brothers fait référence à la capacité du duo à « éclabousser » (splash en anglais) le filet avec le ballon, en particulier sur les tirs à trois points. C'est également une référence à un surnom plus ancien pour une autre paire de coéquipiers de la région de la baie de San Francisco, les joueurs de baseball Jose Canseco et Mark McGwire, qui étaient connus sous le nom de Bash Brothers lorsqu'ils jouaient pour les Athletics d'Oakland,.
Le terme est apparu pour la première fois en 2012 dans un tweet de Brian Witt, un auteur pour le site internet des Warriors. Le 21 décembre contre les Bobcats de Charlotte, Curry et Thompson cumulaient 25 points et sept tirs à 3 points à la mi-temps, lorsque Witt publie une mise à jour de leurs performances sur le compte Twitter de l'équipe avec le hashtag #SplashBrothers. Golden State remporte le match 115 à 100.
Les deux joueurs ont apprécié de voir leur duo ainsi nommé et ont encouragé Witt à poursuivre ses tweets en relatant avec passion et enthousiasme les exploits des Warriors.